# Cá lẹp hàm dài
Cá lẹp hàm dài, tên khoa học Thryssa setirostris, là một loài cá biển trong họ Engraulidae.
Loài cá này nhỏ, với chiều dài phổ biến khoảng 15 cm.

## Phân bố
Sinh sống trong vùng nước lợ hay nước mặn nhiệt đới ở độ sâu 1–20 m, trong khu vực Ấn Độ Dương- Thái Bình Dương: Từ vịnh Oman về phía nam tới Port Alfred (Nam Phi), nhưng không thấy ghi nhận tại Hồng Hải và Madagascar; kéo dài về phía đông tới vùng duyên hải Pakistan, Ấn Độ, có lẽ có ở vùng biển Myanma, Thái Lan, Việt Nam, Indonesia, Philippines tới Đài Loan. Cũng ghi nhận có ở biển Arafura, bắc Australia, Papua New Guinea, quần đảo Solomon và New Hebrides.